# Pseudomaurski stil
Pseudomaurski stil ili neo-maurski preporod je arhitektonski historicistički stil koji su oblikovali romantičarski arhitekti u duhu orijentalizma. 

## Povijest
Iako su se elementi maurske arhitekture pojavljivali u mnogim romantičarskim građevinama još početkom 19. stoljeća, ovaj stil su polovicom 19. stoljeća za izgradnju sinagoga razvili srednjoeuropski Židovi koji su poistovjećivali mudéjar stil u arhitekturi sa zlatnim dobom judaizma u maurskoj Španjolskoj. Uskoro se proširio širom svijeta kao najprihvatljiviji stil za izgradnju sinagoga.
Pseudomaurski stil se pojavio na području Hrvatske i Bosne i Hercegovine krajem 19. stoljeća, tijekom austrougarske vladavine. Ovaj eksperimentalni stil je nastao kao suprotnost secesijskoj arhitekturi koja se također pojavila u ovo doba, te se može smatrati produžetkom oživljavanja pseudo stilova koji je počeo s pojavom neogotike i koji je relativno okončan pojavom moderne arhitekture. Jedan od najranijih primjera ovog stila je Turska kuća u Rijeci, te Zagrebačka sinagoga arhitekta Franje Kleina iz 1867. god., koju je uništila ustaška vlast 1941. god., a brojni elementi ovog stila se mogu pronaći u Hrvatskom narodnom kazalištu u Osijeku Karla Klausnera iz 1866. god. U Bosni i Hercegovini to je Muzej grada Sarajeva (izvorno „Šerijatska sudačka škola”) iz 1888., nakon čega je izgrađeno dvadesetak građevina u ovom stilu od kojih je najreprezentativnija Gradska vijećnica u Sarajevu (Ćiril Iveković, 1892. – 1895.). Ostale značajnije građevine pseudomaurskog stila u Bosni i Hercegovini su: Gimnazija Mostar u Mostaru (1892.), Gradska vijećnica u Brčkom (1892.) i Željeznički kolodvor u Bosanskom Brodu (1895.) i dr.
U Španjolskoj je ponovno oživljavanje maurske arhitekture nazvano neo-mudéjar, jer je renesansna kršćanska mudéjar arhitektura zapravo bila utemeljena na srednjovjekovnoj maurskoj. Eksplozija ovih građevina je uslijedila nakon Ibero-američke izložbe 1929. godine u Sevilli.
U SAD-u su rani primjeri primjene maurskih elemenata bili Iranistan (Bridgeport, Connecticut, 1848.), palača američkog zabavljača i biznismena P. T. Barnuma koja je izgorjela 1857., te Olana, kuća romatičarskog slikara Frederica Edwina Churcha (1876.). No, pravi zamah je ovaj stil dobio 1920-ih izgradnjom mnogih kino dvorana koje su željele ostvariti egzotični duh orijenta.

## Odlike
Pseudomaurski stil se odlikuje elementima helenističko-seldžučke i osmanske umjetnosti preuzetih s područja Španjolske i Magreba: potkovičasti luk, štuko ukrasi, lukovičasta kupola i dekoracija horizontalnih linija pročelja u najmanje dvije skladne boje. Svjetski najpoznatiji spomenici koji su bili izvorom inspiracije pseudomaurskih arhitekata su bili: Velika džamija u Córdobi i Alhambra u Granadi i mudéjar arhitektura u Aragonu(Španjolska), Islamski Kairo (Egipat), i dr.
Gradi se tradicionalnim materijalima (opeka i kamen), ali i novim tehnologijama i konstrukcijama koje su, kao i kod drugih historicističkih građevina, skrivene povijesnom fasadom.
- Anglikanska Katedrala sv. Trojstva na Gibraltaru (1825.-32.)
- Hram Isaaca M. Wisea, Cincinnati, Ohio (1865.)
- „Španjolska sinagoga” u Pragu, Češka (1868.)
- Gimnazija Mostar, Bosna i Hercegovina (1892.)
- Sofijska sinagoga, Bugarska (1909.)

## Vanjske poveznice
- Austrougarska arhitektura u BiH  Arhivirana inačica izvorne stranice od 5. ožujka 2016. (Wayback Machine) (boš.)
- Pseudomaurska arhitektura New Yorka (engl.)